# Cryptic Vision
Cryptic Vision est un groupe de rock progressif américain, originaire de Sarasota, en Floride. Formé par Rick Duncan (compositeur, multi-instrumentiste) et Todd Plant (chant et guitare) entre autres, le groupe compte deux albums studio : Moments of Clarity (2004) et In a World (2006) et un album live : Live at Rosfest 2005 (2005), enregistré lors du festival rock progressif de Phoenix.

## Biographie
Le groupe est formé en 2003 à Sarasota, en Floride, par le multi-instrumentiste et producteur Rick Duncan et le chanteur Todd Plant. Rick a produit plusieurs albums pour des artistes locaux et internationaux, et Todd a chanté au sein des groupes Eyewitness et Millennium, et travaillé pour les Doobie Brothers et Chicago. 
Leur premier album, homonyme, est à l'origine un projet de Todd, Rick et du claviériste Robert Van Dyne. Il fait participer le violoniste David Ragsdale (Kansas), le guitariste Ralph Santola (Iced Earth, Sebastian Bach, Deicide) et du claviériste Howard Helm (Ian Hunter, Zon, Refuge). En 2004, le groupe signe avec le label ProgRock Records et publie son premier album studio, intitulé Moments of Clarity,. En 2005, Cryptic Vision recrute le bassiste et chanteur Sam Conable, le guitariste/vocaliste Tim Keese et le claviériste John Zahner. Ils se lancent en tournée jouant pour Kansas, puis jouent en mai au festival Rites of à Phoenixville. La performance est enregistrée et publiée comme album live intitulé Live at ROSFest 2005. 
En 2006, Cryptic Vision revient en studio et démarre les enregistrements de son troisième album, In a World. À cause de problèmes d'emplois du temps, John Zahner, qui enregistre et tourne avec le groupe Pain de Jon Oliva, ne peut honorer ses activités chez CV. Howard Helm le remplace et devient par la suite membre permanent. L'album est enregistré en commun avec David Ragsdale, Ralph Santola et Al Morse, guitariste de Spock's Beard. En juin 2006, CV publie In a World,. Ils jouent au Calprog 2006 et ouvrent pour Toto, Kamelot et The Flower Kings. En 2007, CV organise sa tournée spéciale 25 ans en Asie ouvrant son premier concert au Van Wezel Performing Arts Center de Sarasota. Par la suite, ils annoncent un nouvel album. Intitulé Of Infinite Possibilities, l'album sort en 2010 toujours au label ProgRock Records. En 2012, les deux premiers albums du groupe sont réédités.

## Membres
- Rick Duncan - synthétiseur, batterie, guitare, basse
- Todd Plant - chant, guitare, synthétiseur, percussions
- Sam Conable - basse, chant
- Tim Keese - guitare, chant
- Howard Helm - synthétiseur, chant